# Rogslösamästaren

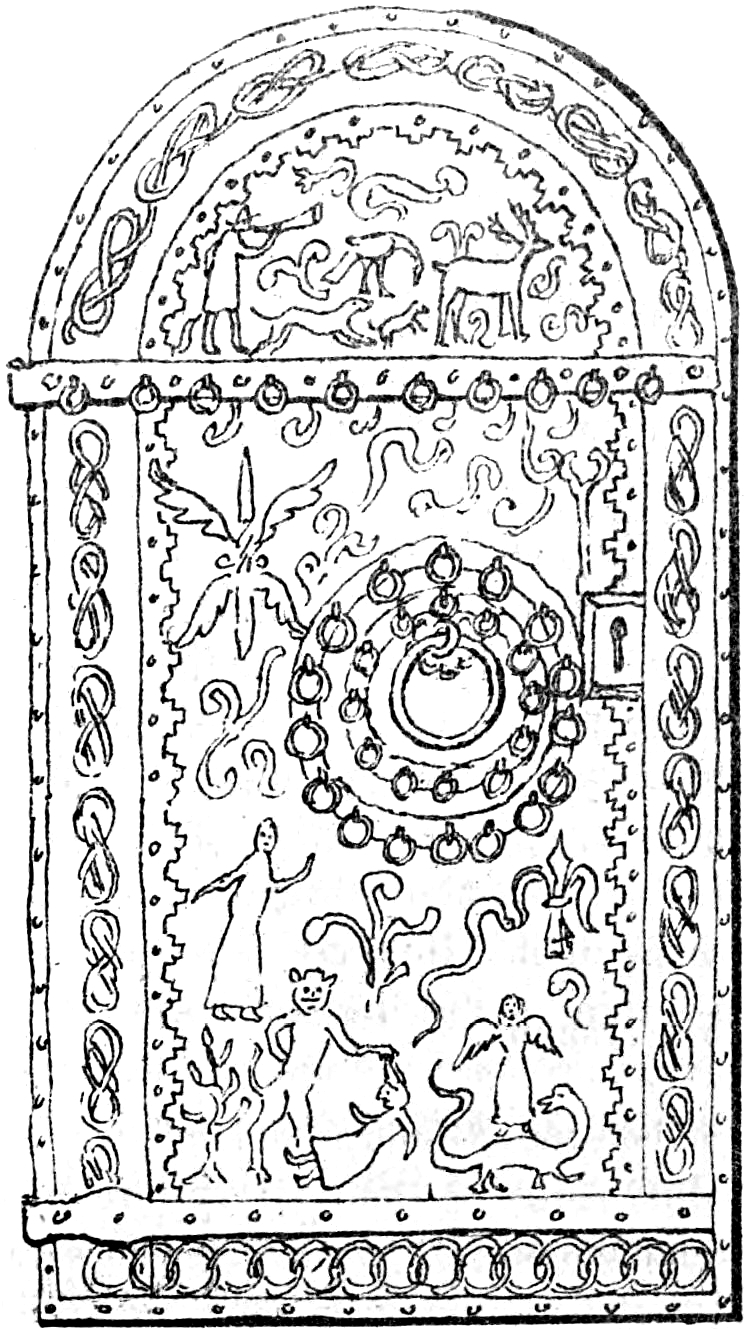
Rogslösadörren, teckning i Utdrag af Antiqvitets-Intendenten P. A. Säves afgifna berättelse för år 1861 i Antiqvarisk tidskrift för Sverige. Enligt folksägnen är den tagen från Drottning Åmmas borg i Omberg.

Rogslösamästaren är ett anonymnamn för en smideskonstnär verksam i slutet av 1200-talet.
Rogslösamästaren har blivit känd för den smidesutsmyckade dörren till Rogslösa kyrka som han utförde på 1200-talet. Dörren är prydd med plattsmidda järn och punsade järn som uppvisar bårder med ornamental utsmyckning där han även placerat nithuvudena så att de skapar en del av utsmyckningen. De stiliserade gestalterna och växterna har ursprungligen gjort ett starkare intryck eftersom dörren sannolikt var rödmålad. I det övre välvda fältet ser man en jägare med en lur för munnen och mellan honom och en hjort rör sig en falk och hundar. Motivet syftar möjligen på legenden om Eustachius. I det nedre större fältet framställs Eva vid kunskapens träd, en djävul som plågar en kvinna och ärkeängeln Mikaels strid mot draken. Man tillskriver Rogslösamästaren även två kistor från Våxtorp och Rydaholm som numera finns i Statens historiska museum. Träet till dörren avverkades ca 1275.